# Altamura-Mann
Der Altamura-Mann ist das sehr vollständig erhaltene Fossil eines erwachsenen Mannes der Gattung Homo, das im Oktober 1993 in der Grotta di Lamalunga bei Altamura in Apulien/Italien entdeckt wurde und heute noch dort liegt. Das Skelett (Fachbezeichnung: Altamura 1) wurde zunächst in die Epoche des Homo heidelbergensis datiert oder, da es auch Neandertaler-Merkmale aufweist, dem Neandertaler zugerechnet, später wurde es auf etwa 130.000 Jahre datiert und dem archaischen Homo sapiens zugeschrieben. Altersbestimmung und Zuordnung des Fundes sind noch immer umstritten, am wahrscheinlichsten handelt es sich um einen Neandertaler.

## Fundsituation

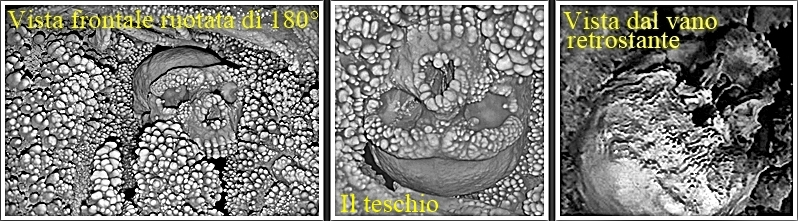
Der Schädel, eingebettet in zahlreiche Stalagmiten

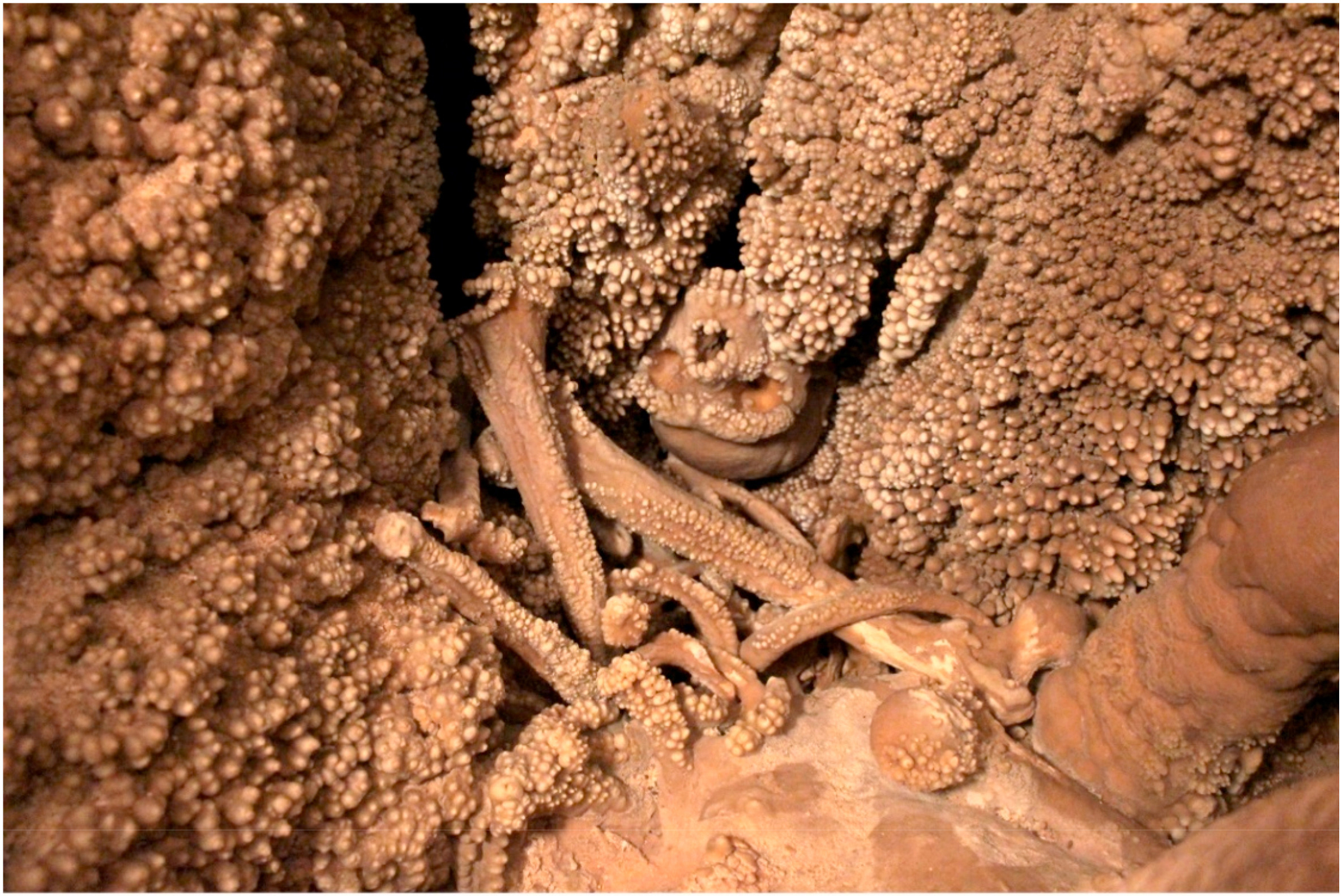

Die Knochen befinden sich in einem weitläufigen Höhlensystem weit weg vom Eingang und sind stark von Tropfsteinen überwuchert. Die Fundumstände lassen darauf schließen, dass der Mann nicht z. B. von einem Raubtier in die Höhle verschleppt wurde, sondern an der Fundstelle im Sitzen starb. Vermutlich war er in die Höhle gefallen, hatte sich dabei verletzt, konnte nicht mehr zurückklettern und suchte in völliger Dunkelheit einen Ausgang, bis er in eine Sackgasse geriet und aufgab. Wegen des außerordentlich guten Erhaltungszustandes der Knochen und einer absehbar sehr schwierigen Bergung wurde bestimmt, dass die Fossilien bis auf Weiteres in ihrer originalen Lage verbleiben sollen.
Die Höhle ist für Besucher gesperrt. Ein als Schauhöhle aufgemachtes Museum in der Nähe bildet die Umstände in der großen Höhle, in der außerdem auch zahlreiche Tierfossilien gefunden wurden, nach.

## Belege
1. ↑  The Murge of Altamura. Auf: whc.unesco.org, zuletzt abgerufen am 22. März 2022.
2. ↑  Neandertaler: Der verkannte Mensch. Auf: geo.de, zuletzt abgerufen am 22. März 2022.
3. ↑  Eintrag Altamura 1 in Bernard Wood (Hrsg.): Wiley-Blackwell Encyclopedia of Human Evolution. 2 Bände. Wiley-Blackwell, Chichester u. a. 2011, ISBN 978-1-4051-5510-6.
4. ↑  Höhlen bei Altamura, Apulien, I. Auf: lochstein.de, zuletzt abgerufen am 22. März 2022.

Koordinaten: 40° 52′ 18,7″ N, 16° 35′ 15″ O